# Якоб Бінк
Якоб Бінк (нім. Jacob Binck бл. 1490, Кельн — 1568/1569, Кенігсберг) — німецький художник, скульптор і графік доби відродження.

## Маловідомий життєпис
Біографія Якоба Бінка відома надзвичайно мало. Народився в місті Кельн. Але точної дати народження не знайдено, її розміщають близько 1490 року.
За припущеннями був учнем Альбрехта Дюрера, хоча це не доведено. Точних відомостей про це не знайдено. Можливо, він не навчався у Дюрера, а знав його гравюри і мав вплив художньої манери останнього. Знав художник і графічні твори італійця Маркантоніо Раймонді. Дослідникам відома його маловдало виконана копія гравюри з сюжетом «Винищення немовлят за наказом царя Ірода», котра походить від композиції італійського художника Рафаеля Санті.
Відомо, що працював при королівському дворі в Данії, де були створені портрети королівського подружжя Кристіана ІІІ Данського та королеви Доротеї. Відомі також його портрети Херлуфа Тролле, данського адмірала, та Біргітти Гьойє, дружини адмірала.
Працював портретистом. Серед творів художника — портрети короля Швеції Густава І Ваза та його дружини (?). Працював у пруського герцога Альбрехта Бранденбурзького, за завданням якого створив подорож у Нідерланди. Художник облаштовував надгробок для померлої принцеси, родички герцога Альбрехта Бранденбурзького. Збережено досить мало картин митця, частка дійшла в ремісничо створених копіях. Чи робив він сюжетні композиції — невідомо.
Працював графіком. Серед графічних творів Якоба Бінка — малюнки з гербом Кристіана ІІІ та власний автопортрет в капелюшку і черепом в руці. За завданням пруського герцога відбув разом із родиною в місто Кенігсберг, де декорував зали тамтешнього замку. Помер в Кенігсберзі між 1568 і 1569 роками.

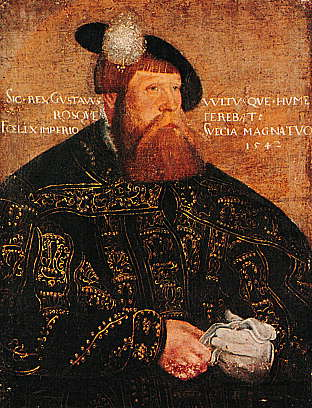
«Король Густав І Ваза»
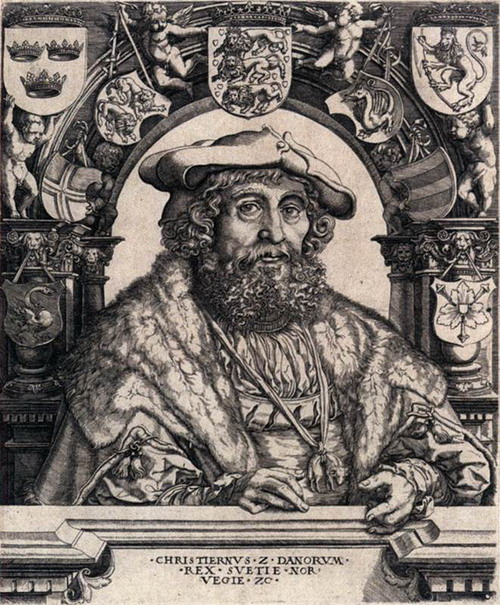
«Король Кристіан ІІ Данський»
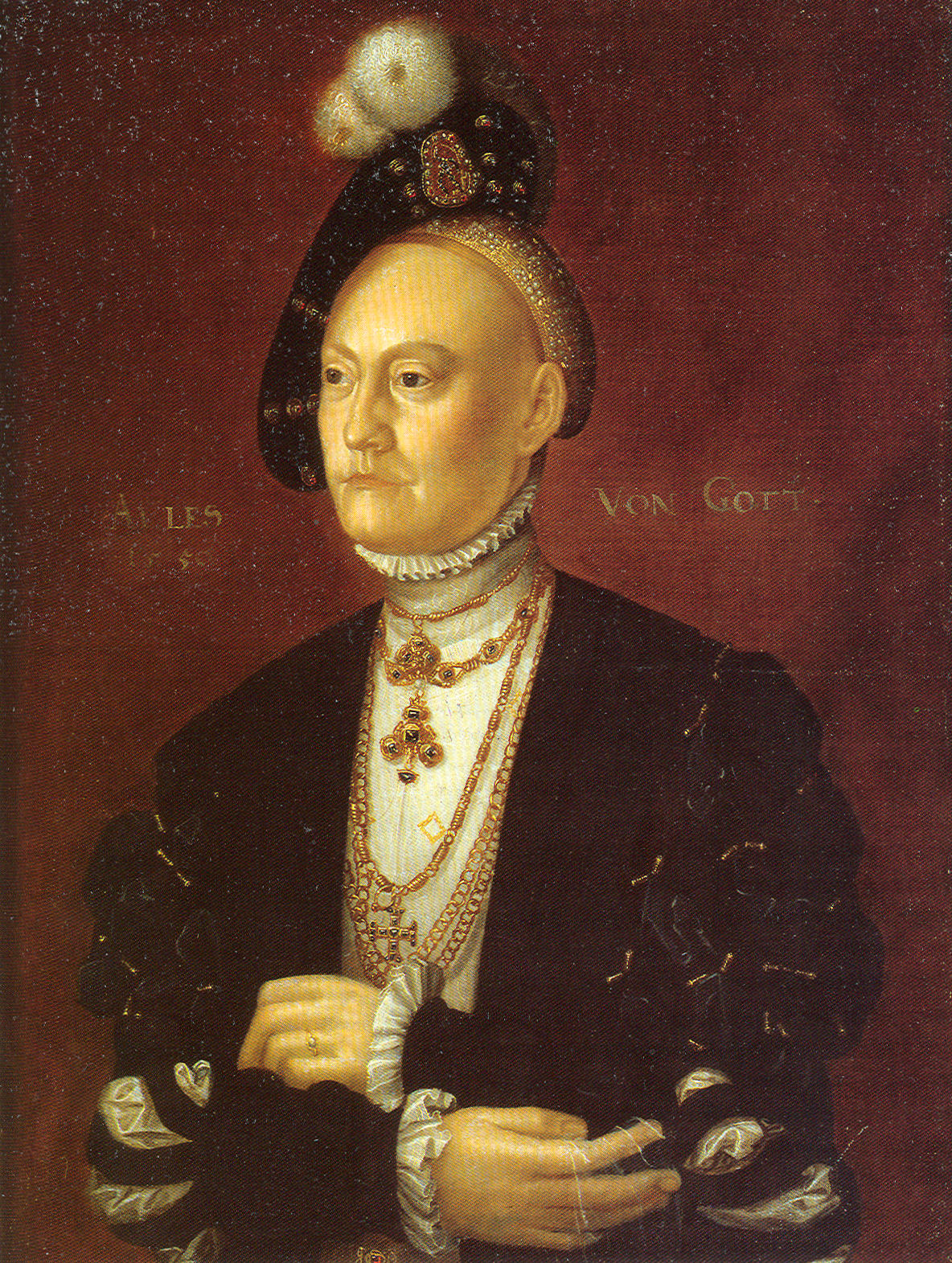
«Королева Данії і Норвегії Доротея».
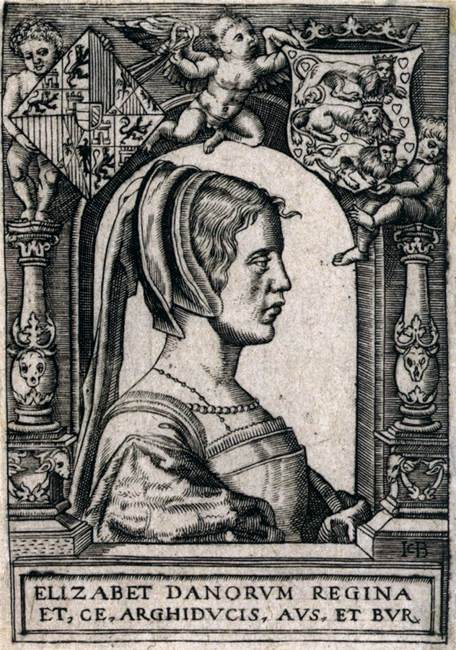
«Портрет Ізабелли Австрійської», Британський музей
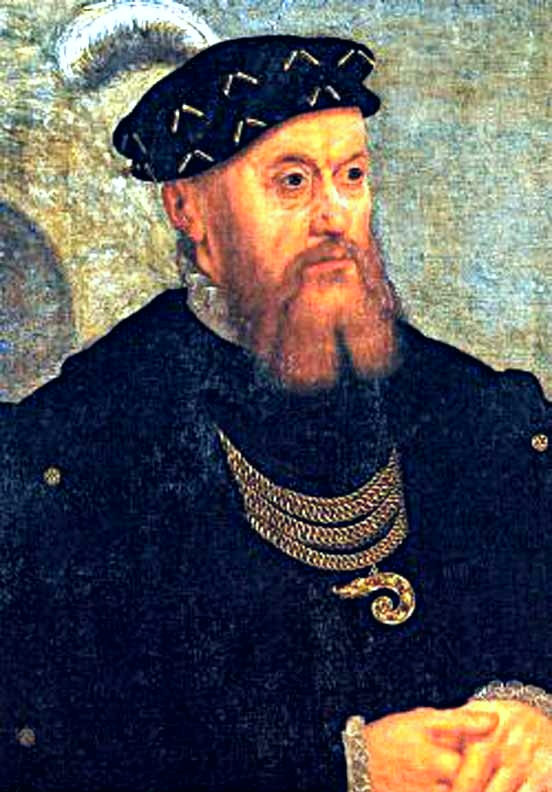
«Король Кристіан ІІІ Данський»

## Художня манера
Художняю манеру митця вважають досить точною і жвавою, хоча в віртуозності штриха в гравюрі він помітно поступався Альбрехтові Дюреру. В пізній період творчості в графіці художника помітні риси тогочасного північного маньєризму.

## Вибрані твори
- «Король Густав І Ваза»
- «Кристіан ІІ Данський»
- «Герб Кристіана ІІІ Данського»
- «Король Кристіан ІІІ Данський»

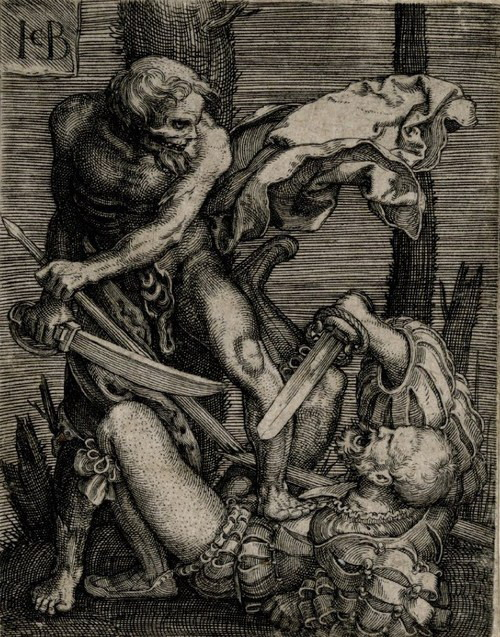
Якоб Бінк. «Смерть і вояк-найманець»

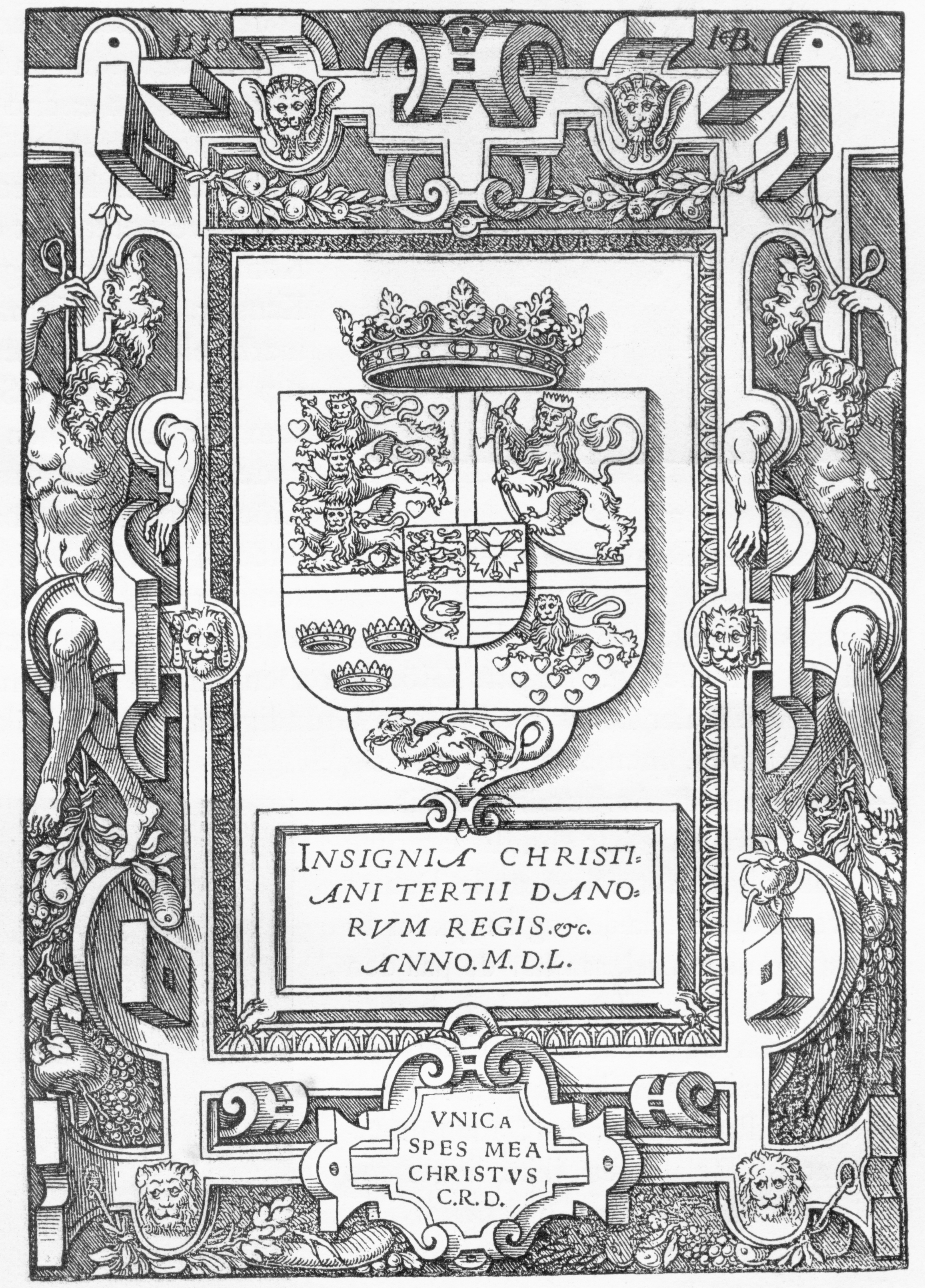
Якоб Бінк. «Герб Кристіана ІІІ»

- «Королева Данії і Норвегії Доротея»
- «Лукас Гассель»
- «Король Франції Франциск І»
- «Королева Клод, перша дружина Франциска І»
- «Святий Єронім»
- «Іван Хреститель»
- «Марія Магдалина»
- «Містичний шлюб Катерини Александрійської з християнською церквою»
- «Лот і доньки Лота»
- «Давид з головою Голіафа»
- Юдита з головою Олоферна
- «Різдво Христове»
- «Адам»
- «Єва з плодами дерева пізнання»
- «Архангел Михаїл перемагає диявола»
- «Богородиця»
- «Святий Антоній»
- «Вояк і повія»
- «Танок селянської пари»
- «Селянка з кошиком яєць»
- «Смерть перемагає вояка — найманця»
- «Чотири путті з дельфінами»
- Дизайн вази з головами двох однорогів
- «Кентавр Несс»
- «Алегорія Юстиції»
- «Венера»
- «Божок кохання Амур»
- «Фортуна»
- «Геркулес»
- низка копій з гравюр інших майстрів, серед яких Альбрехт Дюрер та Себальд Бехам.

## Гравюри Якоба Бінка

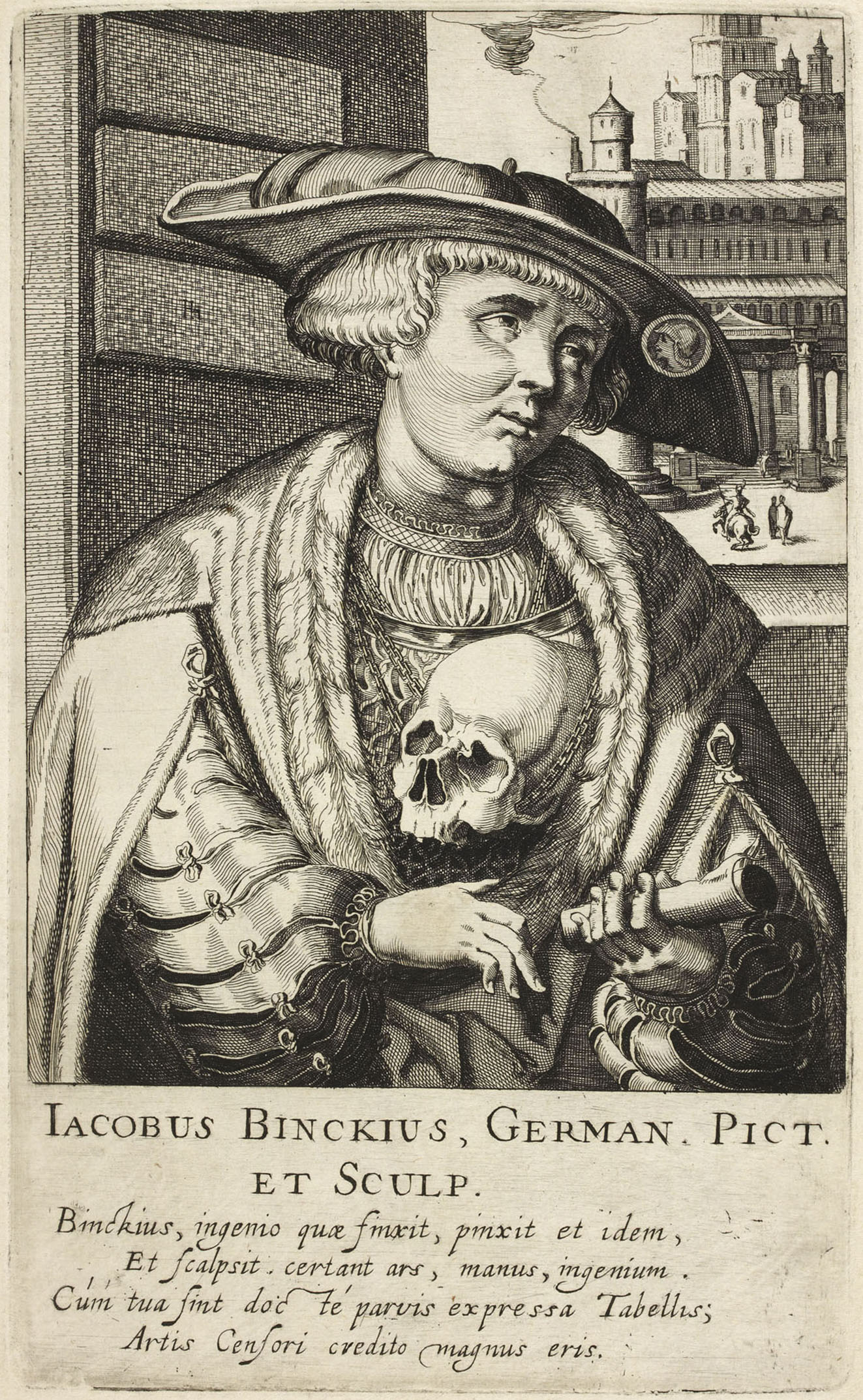
Гендрік Гондіус старший. «Портрет Якоба Бінка», інститут Курто, Лондон.
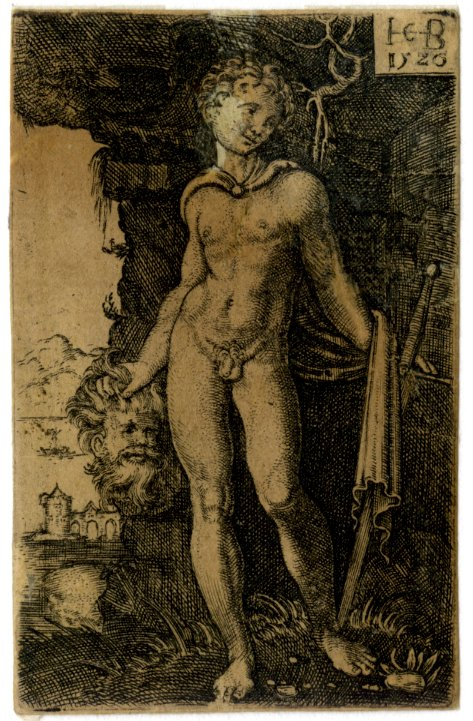
«Давид з головою Голіафа»
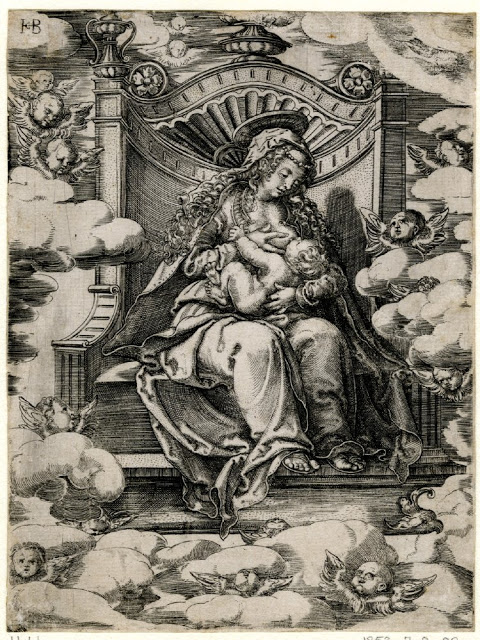
«Богородиця»
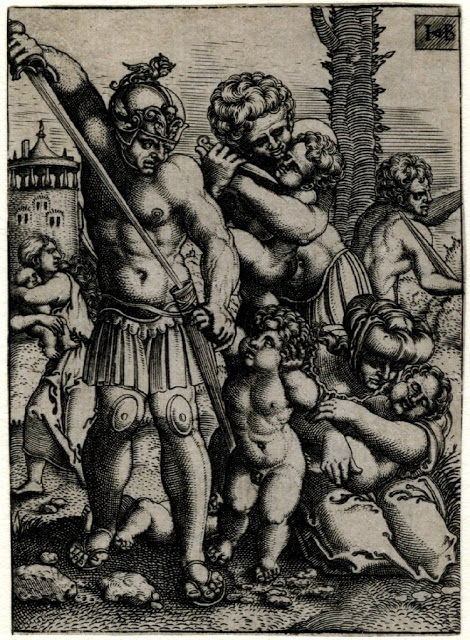
«Винищення немовлят за наказом царя Ірода»
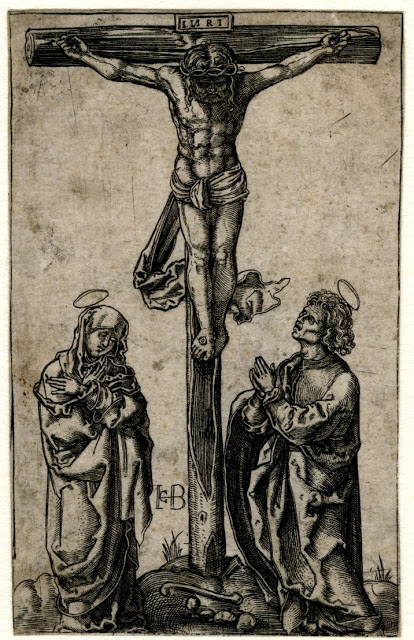
«Гологофа»
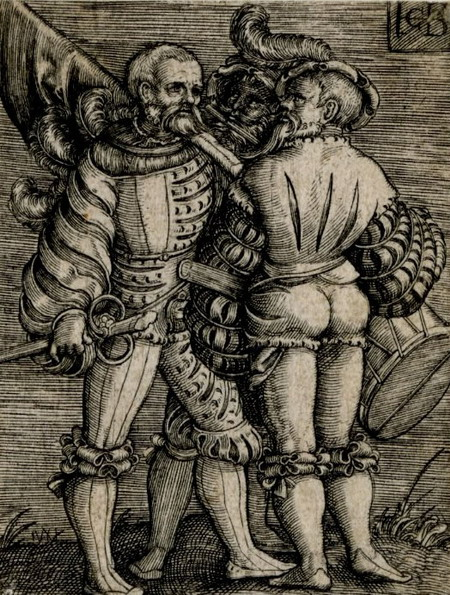
«Вояки з прапором і барабаном»
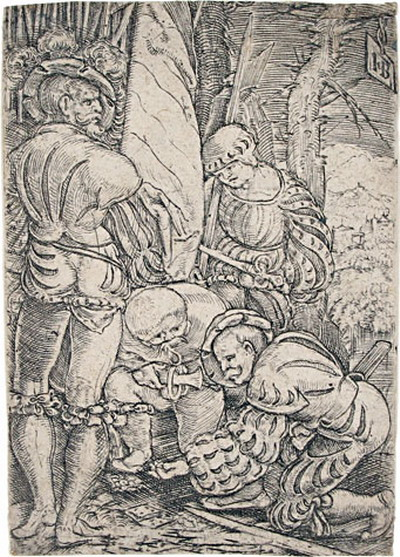
«Азартні ігри вояків»
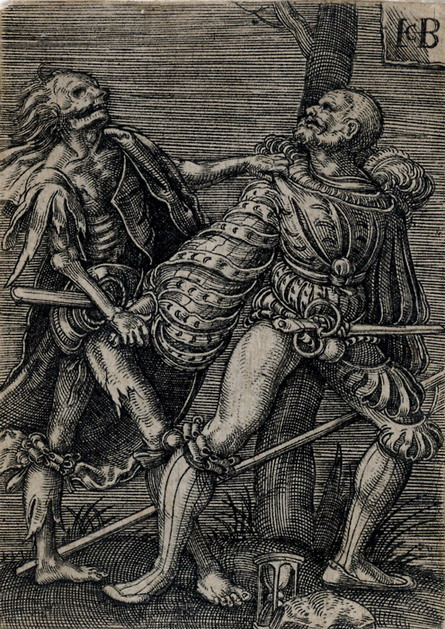
«Час смерті вояка»
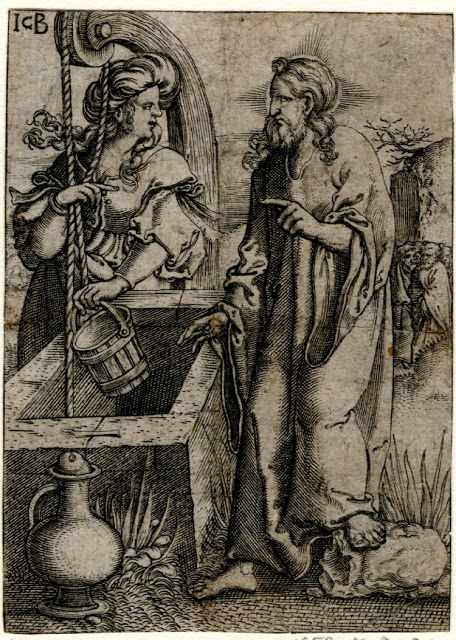
«Христос і самарянка»
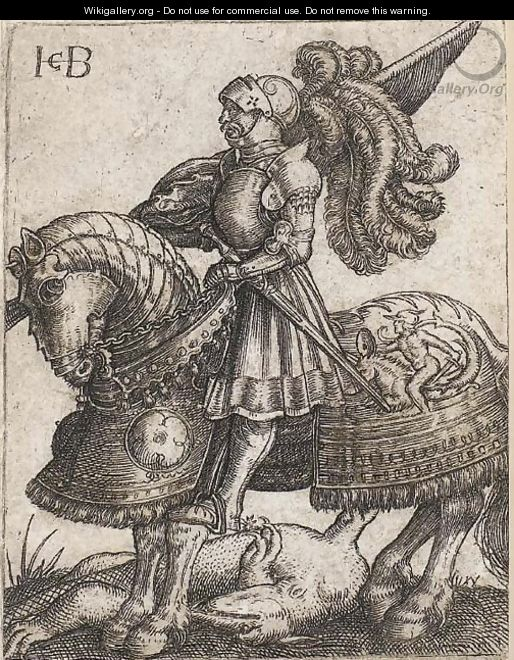
«Святий Георгій вершник»